# Obra Cultural Balear
L'Obra Cultural Balear o, de forma abreviada, OCB, és la institució cívica i cultural de més influència a les Illes Balears pel que fa a la promoció de la llengua catalana i la cultura pròpies del poble balear i defensar-ne el dret al ple autogovern. Juntament amb Acció Cultural del País Valencià i Òmnium Cultural forma la Federació Llull.
Va ser fundada el 31 de desembre de 1962 a Palma per un grup de 31 socis fundadors —entre els quals, Josep Capó, Guillem Colom, Miquel Forteza i Pinya, Miquel Fullana i Llompart, Miquel Marquès i Bernat Vidal— gràcies a una iniciativa del filòleg menorquí Francesc de Borja Moll, amb l'objectiu de promoure la llengua i la cultura pròpies. Aquesta entitat és la continuadora històrica de la tasca de l'Associació per la Cultura de Mallorca (1923-1936) –presidida, entre d'altres, per Emili Darder– que fou editora de l'Almanac de les Lletres i de la revista La Nostra Terra, màxim exponent del pensament literari de l'Escola Mallorquina.

## Història
Obra Cultural Balear fou fundada el 31 de desembre de 1962, data de celebració de l'entrada del Rei en Jaume a la ciutat de Mallorca. L'organització continuà amb la tasca iniciada per l'Associació per la Cultura de Mallorca, fundada el 1923 i desapareguda el 1935 a causa de l'alçament franquista.
L'OCB aixoplugà les forces de resistència política i cultural al franquisme. Durant la Transició, vetllà pel reconeixement oficial del català i de la cultura pròpia, organitzà cursos de llengua i cultura catalanes i patrocinà la gran manifestació per l'autonomia del 29 d'octubre de 1977, la concentració pública autonomista més gran feta a Mallorca; tot plegat contribuí a la sensibilització sobre la identitat nacional de les Illes Balears. Durant la dècada de 1980 l'organització es professionalitzà, s'inicià la publicació de la revista cultural El Mirall, facilità la recepció d'emissions televisives i radiofòniques en català d'altres àmbits dels Països Catalans i organitzà el II Congrés Internacional de la Llengua Catalana (1986).
El 1991 l'OCB promogué i coordinà la plataforma Volem Comandar a Ca Nostra que reuní, per primera vegada des de la Segona República Espanyola, en el Teatre Principal, tota la societat civil a favor del reconeixement de les Balears com a nacionalitat històrica i de les seves reivindicacions nacionals. La iniciativa va aconseguir agrupar entitats empresarials, sindicals, socials, mediambientals, universitàries, religioses i culturals, i va formar un bloc civil que es manté i es renova des d'aleshores per a totes les manifestacions per la llengua i l'autogovern. El 1995 tingué lloc la primera Diada per la Llengua i l'Autogovern, que se celebrà cada mes de maig fins al 2004 per reclamar una política lingüística ferma i decidida de les institucions, i principalment del Govern Balear, que té el mandat estatutari de protegir la llengua catalana. El 1995 es va fer una cadena humana amb la participació de 30.000 manifestants; l'any següent, el 1996 la plaça Major de Palma es va omplir formant un immens mosaic humà amb la llegenda Som Comunitat Històrica. El 1997 es va celebrar un gir radical en l'actuació institucional a favor del català, la millora del sostre de competències autonòmiques i el reconeixement d'un Estatut d'insularitat. La plaça de Cort fou l'escenari de la Diada de 1998, on simbòlicament milers de persones tornaren a plantar cara a la deixadesa institucional davant el retrocés de l'ús del català: els ciutadans volien més cotes d'autogovern per a les Balears i una defensa més ferma de la llengua catalana. El mateix varen demanar els 25.000 manifestants que col·lapsaren tot el centre de Palma amb la manifestació de 1999, sota el lema Per uns Governants que defensin la llengua. La Diada del 2000 llançà, des de Ses Voltes, un missatge de solidaritat al món: Junts per la llengua.
L'ascensió al poder de Jaume Matas, del Partit Popular, comportà un retrocés en els àmbits d'actuació de l'Obra Cultural Balear. El 2003 el govern balear tancà Som Ràdio i, al voltant d'aquests anys, retallà pressuposts de normalització lingüística, feu minvar la presència del català a l'administració pública i promulgà el Decret Fiol en ensenyament. L'OCB impulsà, com a resposta, la plataforma Som i Serem Ràdio (2003) i l'Assemblea per la Llengua (2004). L'any 2007, dia 5 de maig, es visqué la diada amb més afluència de públic de la història de l'entitat, unes 30.000 persones aproximadament, les quals van ajudar a compondre un altre mosaic humà semblant al d'onze anys enrere. En aquesta ocasió, la llegenda fou El futur és nostre.

## Projectes
Entre els projectes més reeixits de l'Obra cal destacar:
- Premis 31 de Desembre.
- Diada per la Llengua.
- Serra Mamerra.
- L'Aferrada.
- Diada de Mallorca.
- Tots Plegats.
- Flama del Canigó.
- Joves de Mallorca per la Llengua, organització juvenil que té per objectiu promocionar l'ús de la llengua catalana a Mallorca.
- Fundació Voltor, que permet la recepció dels senyals de televisió a Mallorca de les emissores que emeten en català a la península, com per exemple TV3.[3]
- El Mirall, revista de l'entitat.
- Paraula, centre de serveis lingüístics.
- Ona Mediterrània, coordinada per Francesc Ribera.[8]

## Presidents
- 1962-1969: Miquel Forteza i Pinya
- 1970-1976: Climent Garau Arbona

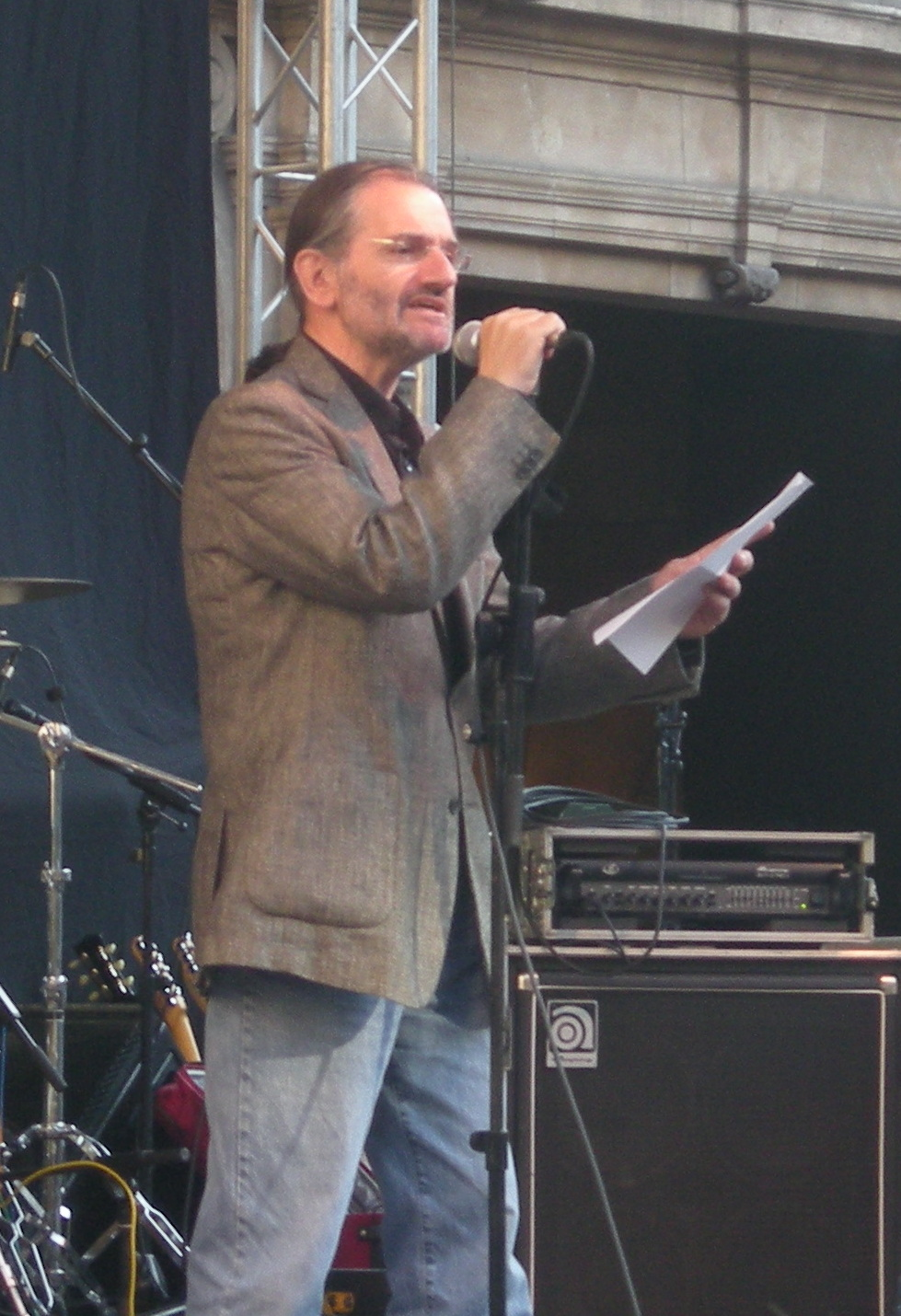
Jaume Mateu a la Diada per la Llengua del 17 de maig de 2008.

- 1976-1983: Josep Maria Llompart de la Peña
- 1983-1987: Ignasi Ribas Garau
- 1987-1989: Miquel Alenyà Fuster
- 1990-1991: Bartomeu Fiol i Móra
- 1991-2003: Antoni Mir i Fullana
- 2003-2005: Sebastià Frau i Gaià
- 2005-2018: Jaume Mateu i Martí
- 2018-2022: Josep de Luis Ferrer
- 2022-2024: Joan Miralles Plantalamor
- 2024-...: Antoni Llabrés Fuster

## Premis 31 de desembre
El 1987, just quan l’Obra Cultural Balear complia el primer quart de segle d’existència, es varen instaurar els Premis 31 de Desembre, de caràcter anual.  Aleshores no existien ni els premis i medalles que atorga el Govern, ni els que organitzen els consells. L’OCB, una vegada més, va marcar el camí i va fer possible allò que considerava necessari.
Els premis 31 de Desembre són uns guardons d’acció cívica nascuts amb voluntat d’esdevenir un reconeixement, però també un estímul a les iniciatives individuals o col·lectives amb “sentit de país”. Tenen la funció de potenciar l’autoestima i l’autoconeixement donant a conèixer les bones pràctiques produïdes a les Illes Balears. És a dir, donar a conèixer el millor que tenim en l’àmbit de la cultura i l’acció cívica.

## Reconeixements
- 1975: Premis literaris Ciutat de Palma
- 1979: Premi d'Honor Jaume I
- 1984: Creu de Sant Jordi de la Generalitat de Catalunya
- 2002: Medalla d'Or de la Comunitat Autònoma de les Illes Balears
- 2012: Premi Canigó
- 2024: Premi Comte Jaume d’Urgell[9]